# Lumisterol
Lumisterol je steroidní sloučenina, (9β,10α)-stereoizomer ergosterolu. Vzniká jako fotochemický vedlejší produkt při přípravě vitaminu D1, což je směs vitaminu D2 a lumisterolu.
Vitamin D2 lze získat z lumisterolu elektrocyklickým otevřením kruhu a následným sigmatropním [1,7] přesmykem
Je znám analog lumisterolu odvozený od 7-dehydrocholesterolu a nazývaný lumisterol 3.